# سیران گریگوریان
سیران آمباکومی گریگوریان (ارمنی: Սեյրան Ամբակումի Գրիգորյան؛ زادهٔ ۱ ژانویهٔ ۱۹۵۱) یک  سیاستمدار اهل ارمنستان است که از تاریخ ۱۹۹۰ تا تاریخ ۱۹۹۵ سمت نمایندگی دوره اول شورای عالی جمهوری ارمنستان را برعهده داشت.

## زندگی‌نامه
در 	۱ ژانویهٔ ۱۹۵۱ در ارمنستان به دنیا آمد . 